# St. Andreas (Hausen)

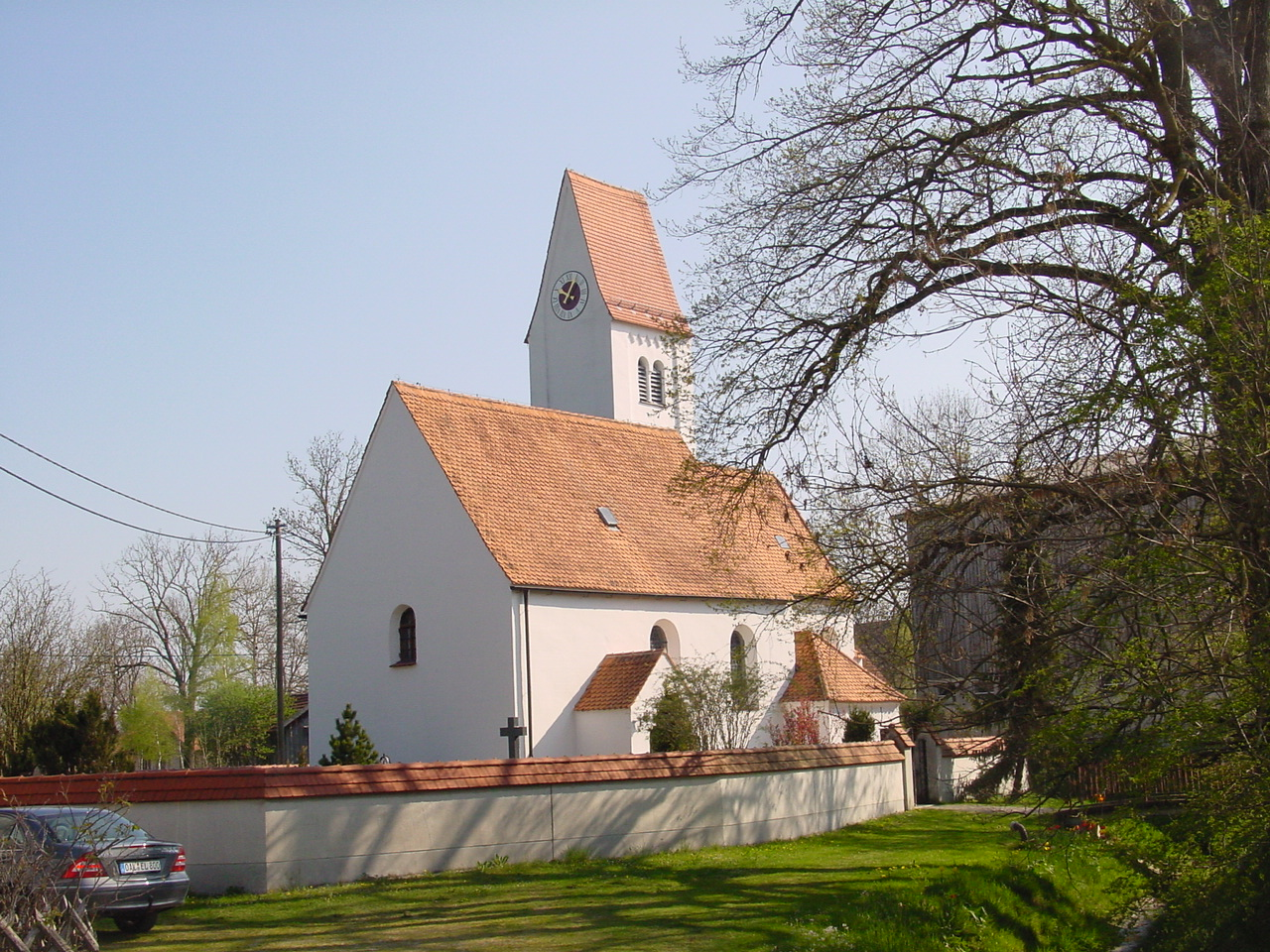
St. Andreas in Hausen

Die römisch-katholische Filialkirche St. Andreas steht in Hausen, einem Gemeindeteil von Buchloe im schwäbischen Landkreis Ostallgäu in Bayern. Das Bauwerk ist in der Liste der Baudenkmäler in Buchloe als Baudenkmal unter der Nr. D-7-77-121-18 eingetragen. Die Kirchengemeinde gehört zum Dekanat Kaufbeuren des Bistums Augsburg. 

## Beschreibung
Die spätgotische Saalkirche wurde in der ersten Hälfte des 15. Jahrhunderts erbaut und im späten 17. Jahrhundert umgestaltet. Sie besteht aus einem Langhaus, einem eingezogenen, dreiseitig geschlossenen Chor im Osten, einem Chorflankenturm an der Nordwand und der am Ende des 17. Jahrhunderts an der Südwand des Chors angebauten Sakristei. Im obersten Geschoss des Chorflankenturms befindet sich der Glockenstuhl hinter den als Biforien gestalteten Klangarkaden. Die Zifferblätter der Turmuhr sind in den Giebeln des mit einem Satteldach bedeckten Chorflankenturms angebracht. Der Innenraum des Langhauses ist mit einer Flachdecke überspannt, der des Chors mit einem Stichkappengewölbe. Der um 1760 gebaute Hochaltar wird von den Statuen des Augustinus von Hippo und des Norbert von Xanten flankiert. Im Altarauszug wird der Apostel Andreas dargestellt.